# Цабергау
Цабергау (на немски: Zabergäu, Zabergau) е регион и средновековно франкско гауграфство в Баден-Вюртемберг, Германия, на 40 км северно от Щутгарт и 50 км източно от Карлсруе. Името му идва от река Цабер, ляв приток на Некар. Граничи на юг с Енцгау и с планината Щромберг.

## Графове в Цабергау
През Средновековието ръководещи фамилии в Цабергау са господарите на Магенхайм, Найперг и Щерненфелс, които първо са се наричали Кюрнбах. До реформацията западната част на Щромберг е под влиянието на манастир Маулброн.